# Волкова Валентина Олександрівна
Во́лкова Валенти́на Олекса́ндрівна (17 жовтня 1925 — 6 листопада 2004) — український викладач математики та фізики, автор книг та наукових праць з математики.

## Біографія
Народилась 17 жовтня 1925 у місті Лубни Полтавської області.
Батько Волков Олександр Васильович працював машиністом на Південно-Західній залізниці, мати Волкова Тетяна Кіндратівна — домогосподарка.
Чоловік Чорний Володимир Костянтинович. Син кінорежисер Чорний Олег Володимирович.
До червня 1941 року навчалась у 56-й середній транспортній школі міста Лубни, майже щорічно отримувала похвальні грамоти за відмінні успіхи у навчанні. На жаль, війна перервала навчання. На час вступу німецьких військ у Лубни батько перебував у службовому відрядженні, тому довелось залишитись на окупованій території. Про що і доводилось потім писати у всіх анкетах та автобіографіях.
По завершенню війни відновила навчання й отримала повну середню освіту, закінчивши в місті Лубни середню школу номер 7. У атестаті лише дві четвірки, всі інші дисципліни — оцінка «відмінно».
У 1946 році вступила на механіко-математичний факультет Київського національного університету ім. Т. Г. Шевченка і закінчила його у 1951 році.
З 1951 по 1953 за призначенням працювала викладачем математики та фізики у педагогічному училищі міста Хуст на Закарпатті, яке тільки-но увійшло до складу СРСР. Серед її колишніх учнів багато визнаних педагогів, що потім працювали у різних містах України. Серед її учнів — відомий археолог та історик Василь Бідзіля.
У 1953 вступає в аспірантуру Київського національного університету ім.Т. Г. Шевченка.
Керівник аспірантури Валентини Олександрівни — відомий математик, академік Митропольський Юрій Олексійович.
У 1956 році Валентину Олександрівну зараховано на посаду асистента при кафедрі інтегральних та диференційних рівнянь [Архівовано 17 березня 2018 у Wayback Machine.] механіко-математичного факультету. З цього часу двадцять вісім років викладацької та наукової діяльності Валентини Олександрівни пов’язані з університетом та вищезгаданою вже кафедрою. З 1969 року обіймала посаду старшого викладача. Впродовж багатьох років вона читала на механіко-математичному факультеті курс «Історія математики».
У своїх наукових працях Валентина Олександрівна висвітлювала питання історії математики, зокрема, просліджувала процес розвитку основ геометрії в Україні. Значний науково-культурний інтерес становить проведений В. О. Волковою аналіз творчої спадщини Г. В. Пфайффера.
Збірник задач з диференційних рівнянь, написаний Валентиною Олександрівною у співавторстві з Ф. С. Гудименком та І. А. Павлюком у 1962 році витримав кілька видань і був настільною книгою студентів механіко-математичного факультету. Валентина Олександрівна брала участь у створенні збірника задач з вищої математики (1967 р.), на початку 70-х років входила до авторського колективу зі створення навчального посібника «Курс обыкновенных дифференциальных уравнений» (1974 р.) та інших робіт.
Вийшла на пенсію у 1984 році.
Пішла з життя 6 листопада 2004 року у місті Києві, Місце поховання — Берковецьке кладовище, ділянка 46.

## Нагороди
- Медаль «Ветеран праці»
- Знак «Вища школа СРСР. За відмінні успіхи у роботі»